# Villa Götha
Villa Götha är en av de villor som användes som gästbostadshus för Hjo Vattenkuranstalt.
Villa Götha byggdes som privatbostad på avstyckad tomt innan Hjo Vattenkuranstalt uppfördes 1878. Huset är, till skillnad från övriga hus i Hjo stadspark, byggt i sten med slätputsade fasader i två våningar och har ett sidoställt torn. Villan försågs med stora rikt dekorerade balkonger av trä med rikhaltiga lövsågerier i tidens smak, sedermera borttagna.
Huset inköptes av Hjo Vattenkuranstalt 1896 på exekutiv auktion. Under 2000-talet har alla de fyra större balkongerna rekonstruerats med statsbidrag. Villa Götha används sedan några år som förskola.
Villa Götha k-märktes 2018, liksom de övriga byggnaderna i den tidigare vattenkuranstaltens badpark, nuvarande Hjo stadspark, av Länsstyrelsen i Västra Götalands län.

## Bilder

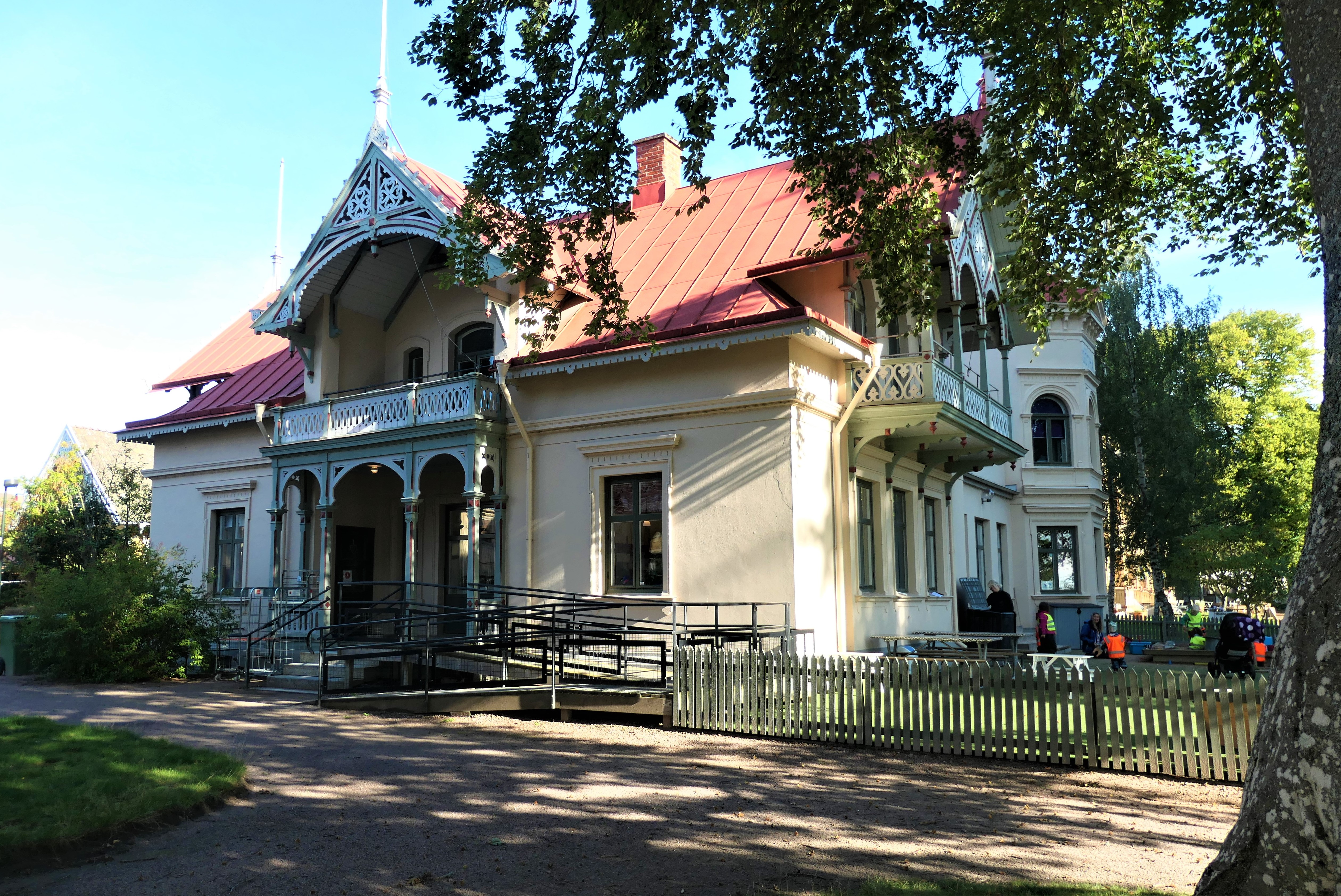
Villa Götha
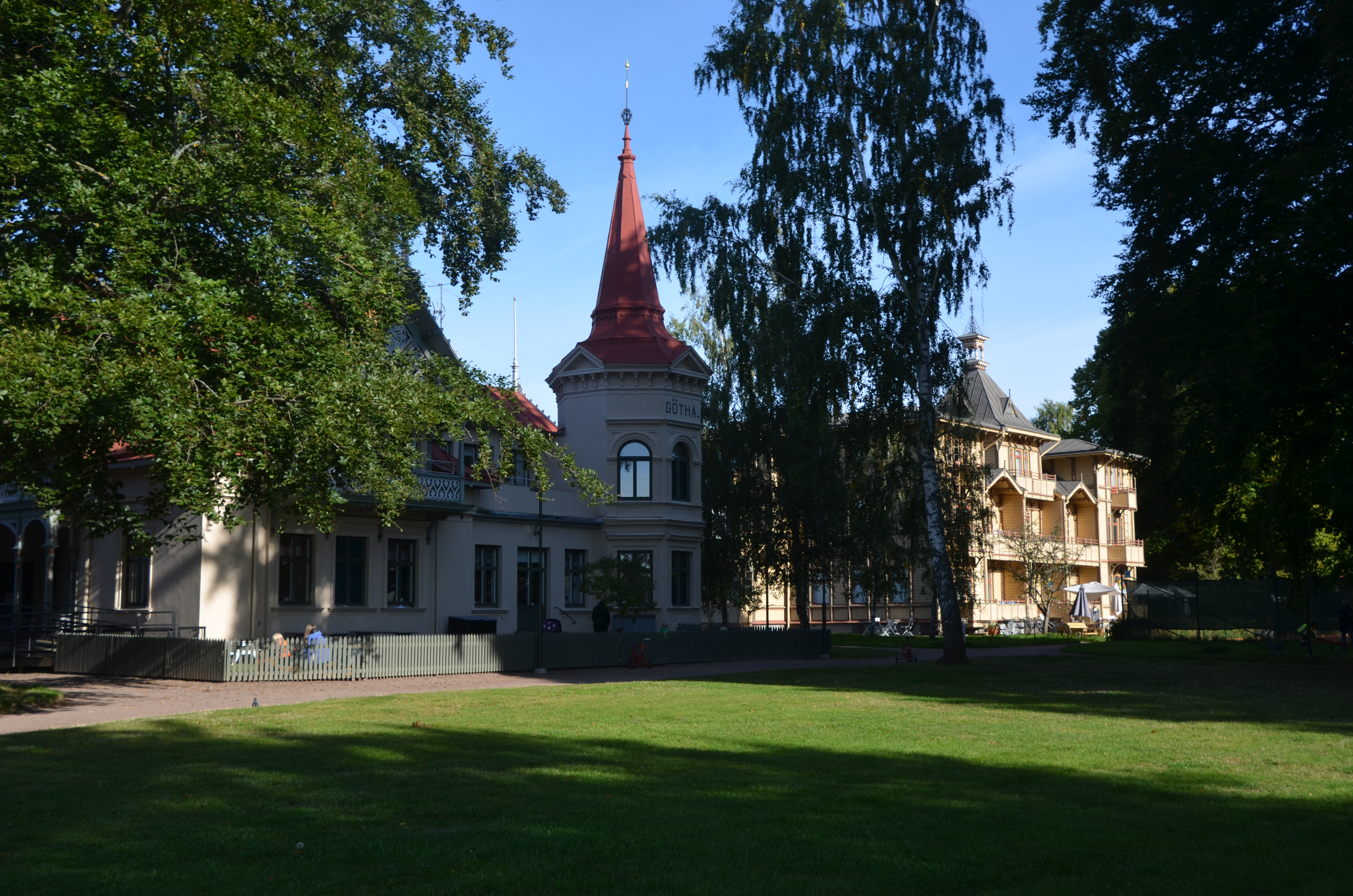
Villa Götha (till vänster) och Villa Svea